# Tetraodon cochinchinensis
Tetraodon cochinchinensis är en fiskart som först beskrevs av Franz Steindachner 1866.  Tetraodon cochinchinensis ingår i släktet Tetraodon och familjen blåsfiskar. IUCN kategoriserar arten globalt som livskraftig. Inga underarter finns listade i Catalogue of Life.